# پارک چونگ هی
پارک چونگ هی بزرگ (به کره‌ای: 박정희)‏ (زاده ۱۴ نوامبر ۱۹۱۷ – درگذشته ۲۶ اکتبر ۱۹۷۹) تیمسار ارتش، سیاستمدار و رئیس‌جمهور کره جنوبی (از سال ۱۹۶۳ تا هنگام مرگ) بود. دوران ۱۸ ساله حکومت او، رشد اقتصادی بسیار چشمگیری را برای کشورش به همراه داشت که در ازای محدودیت آزادی‌های مدنی و سرکوب فعالیت‌های سیاسی دگراندیشان به دست آمد.

## اوایل زندگی
پارک در یک خانواده روستایی فقیر به دنیا آمد و پس از معلمی در مدرسه ابتدایی، در سال ۱۹۳۷ از دانش‌سرای دبیران ابتدایی تائِگو با نمرات بالا فارغ‌التحصیل شد.

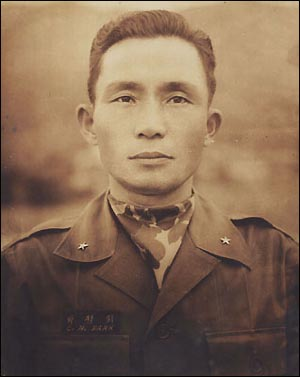
پارک در دوران جوانی 1957

## حرفه نظامی
در این زمان، کره مستعمره ژاپن بود. او پس از پذیرفته شدن در یک دانشکده افسری ژاپنی، با درجه ستوان دومی در ارتش ژاپن در زمان جنگ جهانی دوم خدمت کرد و با استقلال کُره از ژاپن در پایان جنگ، به عنوان افسر در ارتش کره پذیرفته شد. پارک در جریان جنگ کره به درجه سرتیپی (سال ۱۹۵۳) رسید که ۸ سال بعد به تیمساری ارتقا پیدا کرد. در همان سال، او یک کودتای بدون خون‌ریزی را رهبری کرد که جمهوری دوم را سرنگون ساخت.

## ریاست جمهوری
پارک تا دو سال و پیش از انتخاب شدن به عنوان رئیس‌جمهور کشور، ریاست شورای موقت حاکمیت را به عهده داشت. او برای ۲ دور دیگر نیز، رئیس‌جمهور جمهوری سوم کره جنوبی شد.
«پارک چونگ-هی» در دوران حکومتش، سیاست «دموکراسی هدایت‌شده» را دنبال کرد که به محدودیت آزادی‌های فردی، سرکوب مطبوعات و احزاب مخالف و کنترل نظام قضایی و دانشگاه‌ها انجامید. او سازمان اطلاعات و امنیت مخوف کره جنوبی به نام کِی‌سی‌آی‌اِی (KCIA) را سازماندهی نموده و گسترش داد و مدعی بود که تمامی اقداماتش برای مبارزه با کمونیسم لازم و ضروری است. در زمینه سیاست خارجی، پارک به روابط نزدیکش با ایالات متحده آمریکا مانند قبل ادامه داد و بیش از ۳۰۰٬۰۰۰ نفر از نیروی ارتش کره جنوبی را برای جنگیدن در کنار نیروهای آمریکایی به جنگ ویتنام اعزام داشت. برنامه‌های اقتصادی ابداعی «پارک»، کشورش را به یکی از کشورهای با سریعترین رشد اقتصادی در جهان تبدیل کرد و در واقع آنچه «معجزه اقتصادی» کره جنوبی نامیده می‌شد، بیشترش مدیون برنامه‌های او بود که می‌خواست با الگو قراردادن ژاپن، کره را به یک جامعه سرمایه‌داری پویا در آسیا تبدیل کند. با اینحال این پیشرفت به قیمت دستمزد کم کارگران، ساعات کاری بالا و سرکوب مخالفتها، حاصل شد.
در ۱۷ اکتبر ۱۹۷۲، پارک حکومت نظامی اعلام کرد و مجلس و قانون اساسی را منحل نمود. یک ماه بعد، قانون اساسی جدیدی به نام «یوسین» به همه‌پرسی گذاشته شد و با تقلب گسترده در رای‌گیری، رای مثبت آورده و تصویب شد. قانون جدید به پارک، قدرت سیاسی وسیعی می‌بخشید. برخورد او با مخالفان سیاسی، شدید بود و او برای دو بار در سالهای ۱۹۶۸ و ۱۹۷۴ مورد سوءقصد قرار گرفت که بار دوم، هنگام سخنرانی در تئاتر ملی، گلوله به جای اصابت به او، به همسرش برخورد کرده و موجب مرگ او شد. پارک در سال ۱۹۷۹، رهبر محبوب یکی از جریانهای سیاسی مخالف را، از هیئت قانونگذاری اخراج کرد که تظاهرات و آشوب شدیدی را در کره جنوبی در پی داشت. او در همان سال توسط «کیم جائه-گیو»، دوست قدیمی خود که ریاست سازمان امنیت کشور را به عهده داشت و پارک را مانعی بر سر راه دموکراسی می‌دید، پس از مشاجره‌ای به ضرب گلوله کشته شد. کیم، هفت ماه بعد به جرم این ترور، اعدام شد.
پارک مردی کوتاه قد، سختگیر و بسیار جدی بود که به بودیسم گرایش داشت. وی از سوی مجله تایم، یکی از صد شخصیت (منفی و مثبت) برتر آسیایی سده بیستم اعلام شد.

### سیاست اقتصادی

#### ایران
. پارک به اهمیت ایران در تأمین نفت برای توسعه صنعتی کره جنوبی پی برد و دربحران تحریم نفتی اعراب درسال ۱۹۷۳ که یکسال طول کشید نفت ایران صنایع نوپای کره را ازنابودی نجات داد. درجریان سفرنخست وزیر کره به ایران درسال ۱۹۷۷ قراردادی برای به کارگیری حدود ده هزار کارگر وتکنسین کره ای درصنایع نفت ایران امضا گردید. همچنین قراردادی برای ساخت پالایشگاهی درکره جنوبی با مشارکت شرکت ملی نفت ایران که درآن زمان اعتباربین المللی بالایی پیدا کرده بود بسته شد که باوقوع انقلاب درایران با تصویب شورای انقلاب ایران ،ازاین قرارداد سودمند که وجهه جهانی خوبی داشت بیرون آمد. ..همچنین مشارکت کمپانی هیوندایی برای ساخت بزرگترین کارخانه کشتی سازی جهان دربندرعباس با مشارکت میتسوبیشی و زیمنس درسال ۱۹۷۶ پروژه بزرگ دیگری درجهت گسترش همکاریهای بین دو کشور بود. کیم سو-گون معمار محبوب پارک و دفترش فاز۲شهرک اکباتان در تهران را طراحی کردند و نیروهای ویژه کره جنوبی به تربیت کوماندوهای نیروی دریایی ایران کمک کردند.رانندگان پایه یک کره ای و اشتغال کارگران وتکنسین های کره ای درصنایع نساجی ایران نمونه ای دیگر ازاین همکاریها بود. حدود ۲۰۰۰ کارگر کره ای تنها درشهرک صنعتی البرزقزوین مشغول به کاربودند.
پارک از شاه در سال ۱۹۷۸ دعوت کرد برای یک نشست ویژه «کره جنوبی-ایران» برای تعمیق بیشتر روابط به این کشور سفر کند، که ساواک این سفررابه دلایل ناامنی درکره جنوبی به صلاح ندانست والبته یکسال بعد هم ژنرال پارک درجریان یک سخنرانی ترورشد.  در آماده‌سازی برای این نشست، تهران و سئول خواهرخوانده شدند و نام دو خیابان به خیابان تهران در ناحیه گانگنام سئول و خیابان سئول در تهران نامگذاری شدند که همچنان باقی هستند.

## زندگی شخصی
پس از آن که یوک یانگ سو، توسط یک طرفدار کره شمالی در سال ۱۹۷۴ ترور شد، دخترش پارگ گون هه وظایف بانوی اول را بر عهده گرفت. دختر او بعدها به ریاست جمهوری رسید و برکنار و محاکمه شد.